# Policarpo Bonilla

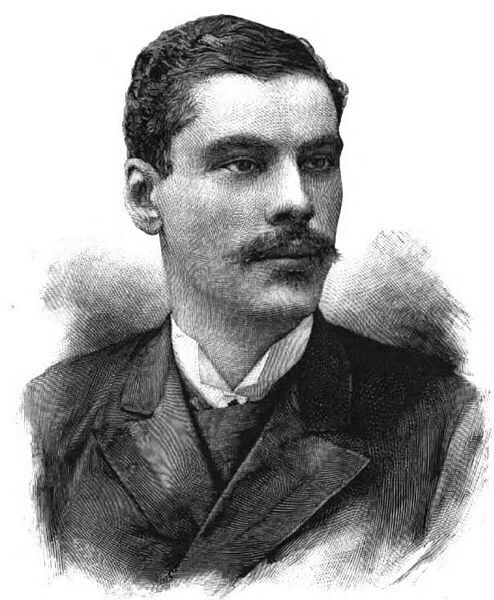

José Policarpo Bonilla Vasquez (1858–1926) foi presidente de Honduras entre 22 de fevereiro de 1894 e 1 de fevereiro de 1899.

## Biografia
Nasceu a 17 de março de 1858, em Tegucigalpa, Honduras. Tornou-se advogado em 1878, ocupando cargos no governo de Marco Aurelio Soto. Em novembro 1891, Bonilla foi candidato a presidente de Honduras, mas perdeu para Ponciano Leiva.
Em fevereiro de 1893, foi fundador do Partido Liberal de Honduras; e tornou-se deputado no Congresso Nacional, e foi também governador de Tegucigalpa. Em 1919, foi delegado de Honduras para a Conferência de Paz de Versalhes.
Bonilla, que tinha dividido o Partido Liberal, quando concorreu à presidência na eleição presidencial de 1924, morreu em 1926. Depois de sua morte, o Partido Liberal de Honduras foi reunificado e indicou Vicente Mejía Colindres.  Conlindres venceria a eleição presidencial em 1928.